# Onychodactylus tsukubaensis
Espèce
Onychodactylus tsukubaensis est une espèce d'urodèles de la famille des Hynobiidae.

## Répartition
Cette espèce est endémique de Honshū au Japon. Elle se rencontre dans les monts Tsukuba.

## Étymologie
Son nom d'espèce, composé de tsukuba et du suffixe latin -ensis, « qui vit dans, qui habite », lui a été donné en référence au lieu de sa découverte, les monts Tsukuba.

## Publication originale
- Yoshikawa & Matsui, 2013 : A new salamander of the genus Onychodactylus from Tsukuba Mountains, eastern Honshu, Japan (Amphibia,Caudata,Hynobiidae). Current Herpetology, vol. 32, p. 9-25.